# Куцобы
Куцо́бы, ранее — Кучо́бы (пол. Kucoby) — село в Польше в гмине Олесно Олесненского повета Опольского воеводства.

## География
Село находится в 15 км от административного центра гмины города Олесно и в 54 км от административного центра воеводства города Ополе.

## История
В 1975—1998 годах село входило в Ченстоховское воеводство.